# 1992 NBA Draft
1992 NBA Draft – National Basketball Association Draft, który odbył się 24 czerwca 1992 w Portlandzie w stanie Oregon.

## Legenda
Pogrubiona czcionka – wybór do All-NBA Team.
|  | – występ w NBA All-Star Game. |

Gwiazdka (*) – członkowie Basketball Hall of Fame.

## Runda pierwsza
| Nr | Zawodnik                   | Narodowość        | Drużyna NBA            | College/drużyna                             |
| -- | -------------------------- | ----------------- | ---------------------- | ------------------------------------------- |
| 1  | Shaquille O’Neal (C) (*)   | Stany Zjednoczone | Orlando Magic          | Louisiana State University                  |
| 2  | Alonzo Mourning (C) (*)    | Stany Zjednoczone | Charlotte Hornets      | Georgetown University                       |
| 3  | Christian Laettner (PF)    | Stany Zjednoczone | Minnesota Timberwolves | Duke University                             |
| 4  | Jim Jackson (SG)           | Stany Zjednoczone | Dallas Mavericks       | Ohio State University                       |
| 5  | LaPhonso Ellis (PF)        | Stany Zjednoczone | Denver Nuggets         | University of Notre Dame                    |
| 6  | Tom Gugliotta (PF)         | Stany Zjednoczone | Washington Bullets     | North Carolina State University             |
| 7  | Walt Williams (SF)         | Stany Zjednoczone | Sacramento Kings       | University of Maryland                      |
| 8  | Todd Day (SG)              | Stany Zjednoczone | Milwaukee Bucks        | University of Arkansas                      |
| 9  | Clarence Weatherspoon (PF) | Stany Zjednoczone | Philadelphia 76ers     | The University of Southern Mississippi      |
| 10 | Adam Keefe (PF)            | Stany Zjednoczone | Atlanta Hawks          | Stanford University                         |
| 11 | Robert Horry (SF)          | Stany Zjednoczone | Houston Rockets        | University of Alabama                       |
| 12 | Harold Miner (SG)          | Stany Zjednoczone | Miami Heat             | University of Southern California           |
| 13 | Bryant Stith (SG)          | Stany Zjednoczone | Denver Nuggets         | University of Virginia                      |
| 14 | Malik Sealy (SF)           | Stany Zjednoczone | Indiana Pacers         | St. John’s University                       |
| 15 | Anthony Peeler (SG)        | Stany Zjednoczone | Los Angeles Lakers     | University of Missouri                      |
| 16 | Randy Woods (PG)           | Stany Zjednoczone | Los Angeles Clippers   | La Salle University                         |
| 17 | Doug Christie (SG)         | Stany Zjednoczone | Seattle SuperSonics    | Pepperdine University                       |
| 18 | Tracy Murray (SF)          | Stany Zjednoczone | Milwaukee Bucks        | UCLA                                        |
| 19 | Don MacLean (PF)           | Stany Zjednoczone | Detroit Pistons        | UCLA                                        |
| 20 | Hubert Davis (SG)          | Stany Zjednoczone | New York Knicks        | University of North Carolina at Chapel Hill |
| 21 | Jon Barry (SG)             | Stany Zjednoczone | Boston Celtics         | Georgia Institute of Technology             |
| 22 | Oliver Miller (C)          | Stany Zjednoczone | Phoenix Suns           | University of Arkansas                      |
| 23 | Lee Mayberry (PG)          | Stany Zjednoczone | Milwaukee Bucks        | University of Arkansas                      |
| 24 | Latrell Sprewell (SG)      | Stany Zjednoczone | Golden State Warriors  | University of Alabama                       |
| 25 | Elmore Spencer (C)         | Stany Zjednoczone | Los Angeles Clippers   | University of Nevada                        |
| 26 | Dave Johnson (SF)          | Stany Zjednoczone | Portland Trail Blazers | Syracuse University                         |
| 27 | Byron Houston (PF)         | Stany Zjednoczone | Chicago Bulls          | Oklahoma State University                   |

## Runda 2
| Nr | Zawodnik               | Narodowość        | Drużyna NBA            | College/Drużyna                           |
| -- | ---------------------- | ----------------- | ---------------------- | ----------------------------------------- |
| 28 | Marlon Maxey (PF)      | Stany Zjednoczone | Minnesota Timberwolves | University of Texas at El Paso            |
| 29 | P.J. Brown (PF)        | Stany Zjednoczone | New Jersey Nets        | Louisiana Tech University                 |
| 30 | Sean Rooks (PF/C)      | Stany Zjednoczone | Dallas Mavericks       | University of Arizona                     |
| 31 | Reggie Smith (C)       | Stany Zjednoczone | Portland Trail Blazers | Texas Christian University                |
| 32 | Brent Price (G)        | Stany Zjednoczone | Washington Bullets     | University of Oklahoma                    |
| 33 | Corey Williams (G)     | Stany Zjednoczone | Chicago Bulls          | Oklahoma State University                 |
| 34 | Chris Smith (G)        | Stany Zjednoczone | Minnesota Timberwolves | University of Connecticut                 |
| 35 | Tony Bennett (G)       | Stany Zjednoczone | Charlotte Hornets      | University of Wisconsin                   |
| 36 | Duane Cooper (G)       | Stany Zjednoczone | Los Angeles Lakers     | University of Southern California         |
| 37 | Isaiah Morris (F)      | Stany Zjednoczone | Miami Heat             | University of Arkansas                    |
| 38 | Elmer Bennett (G)      | Stany Zjednoczone | Atlanta Hawks          | University of Notre Dame                  |
| 39 | Litterial Green (G)    | Stany Zjednoczone | Chicago Bulls          | University of Georgia                     |
| 40 | Steve Rogers (SG/SF)   | Stany Zjednoczone | New Jersey Nets        | Alabama State University                  |
| 41 | Popeye Jones (F)       | Stany Zjednoczone | Houston Rockets        | Murray State University                   |
| 42 | Matt Geiger (C)        | Stany Zjednoczone | Miami Heat             | Georgia Institute of Technology           |
| 43 | Predrag Danilović (SG) |                   | Golden State Warriors  | KK Partizan (Jugosławia)                  |
| 44 | Henry Williams (G)     | Stany Zjednoczone | San Antonio Spurs      | University of North Carolina at Charlotte |
| 45 | Chris King (F)         | Stany Zjednoczone | Seattle SuperSonics    | Wake Forest University                    |
| 46 | Robert Werdann (C)     | Stany Zjednoczone | Denver Nuggets         | St. John’s University                     |
| 47 | Darren Morningstar (C) | Stany Zjednoczone | Boston Celtics         | University of Pittsburgh                  |
| 48 | Brian Davis (F/G)      | Stany Zjednoczone | Phoenix Suns           | Duke University                           |
| 49 | Ron Ellis (PF)         | Stany Zjednoczone | Phoenix Suns           | Louisiana Tech University                 |
| 50 | Matt Fish (F)          | Stany Zjednoczone | Golden State Warriors  | University of North Carolina Wilmington   |
| 51 | Tim Burroughs (PF)     | Stany Zjednoczone | Minnesota Timberwolves | Jacksonville University                   |
| 52 | Matt Steigenga (F)     | Stany Zjednoczone | Chicago Bulls          | Michigan State University                 |
| 53 | Curtis Blair (PG)      | Stany Zjednoczone | Houston Rockets        | University of Richmond                    |
| 54 | Brett Roberts (SF)     | Stany Zjednoczone | Sacramento Kings       | Morehead State University                 |

Gracze spoza pierwszych dwóch rund tego draftu, którzy wyróżnili się w czasie gry w NBA to: Darrick Martin (PG), UCLA; David Wesley (SG/PG), Baylor.